# 山田雅彦
山田 雅彦（やまだ まさひこ、1966年〈昭和41年〉3月10日 - ）は、日本の労働・厚生労働官僚。

## 来歴
愛知県小牧市出身。愛知県立小牧南高等学校を経て、1989年（平成元年）3月、京都大学経済学部を卒業。
1988年（昭和63年）9月、国家公務員採用Ⅰ種試験（経済）に合格し、翌年4月、労働省に入省。
雇用均等・児童家庭局短時間・在宅労働課長補佐、労働基準局勤労者生活部勤労者生活課長補佐、厚生労働省大臣官房人事課秘書官事務取扱、職業安定局総務課公共職業安定所運営企画室長、同局外国人雇用対策課長、同局高齢・障害者雇用対策部障害者雇用対策課長、職業能力開発局能力開発課長、厚生労働省大臣官房国際課国際企画官、厚生労働省大臣官房参事官（人事担当）、厚生労働省大臣官房人事課長、政策立案総括審議官などを歴任。障害者雇用対策課長在任時には障害者雇用促進法の改正に携わった。
また途中、総理府や外務省などに出向し、沖縄県商工労働部職業安定課長、在中華人民共和国日本国大使館一等書記官、独立行政法人労働者健康福祉機構産業保健・賃金援護部長などを務めた。
2020年（令和2年）8月7日、厚生労働省大臣官房総括審議官に就任。
2021年（令和3年）9月14日、厚生労働省雇用環境・均等局長に就任。
2022年（令和4年）6月28日、厚生労働省大臣官房長に就任。
2023年（令和5年）7月4日、厚生労働省職業安定局長に就任。
2025年（令和7年）7月8日、厚生労働審議官に就任。

## 年譜
- 1988年（昭和63年）9月 - 国家公務員採用Ⅰ種試験（経済）合格[1]
- 1989年（平成元年）
  - 4月 - 労働省入省[1]
  - 4月 - 労働省大臣官房政策調査部産業労働調査課[1]
- 1990年（平成2年）4月 - 倉敷中央公共職業安定所[1]
- 1991年（平成3年）4月 - 職業安定局雇用政策課[1]
- 1992年（平成4年）8月 - 経済企画庁国民生活局国民生活政策課[1]
- 1994年（平成6年）7月 - 労政局勤労者福祉部福祉課[1]
- 1995年（平成7年）9月 - 労働省大臣官房政策調査部労働経済課[1]
- 1997年（平成9年）7月 - 沖縄県商工労働部職業安定課長[1]
- 1999年（平成11年）4月 - 総理府大臣官房男女共同参画室[1]
- 2001年（平成13年）
  - 1月 - 均等・児童家庭局短時間・在宅労働課長補佐[1]
  - 12月 - 労働基準局勤労者生活部勤労者生活課長補佐[1]
- 2002年（平成14年）4月 - 外務省在中華人民共和国日本国大使館一等書記官[1]
- 2005年（平成17年）
  - 5月 - 厚生労働省調査官[1]
  - 5月 -（併）政策統括官付労使関係担当参事官室[1]
  - 10月 - 厚生労働省大臣官房人事課秘書官事務取扱[1]
- 2006年（平成18年）9月 - 職業安定局総務課公共職業安定所運営企画室長[1]
- 2009年（平成21年）7月 - 職業安定局外国人雇用対策課長[1]
- 2010年（平成22年）8月 - 職業安定局高齢・障害者雇用対策部障害者雇用対策課長[1]
- 2013年（平成25年）9月 - 職業能力開発局能力開発課長[1]
- 2014年（平成26年）
  - 3月 - 厚生労働省大臣官房付[1]
  - 7月 - 労働者健康福祉機構産業保健・賃金援護部長[1]
- 2015年（平成27年）
  - 10月 - 厚生労働省大臣官房国際課国際企画官[1]
  - 10月 -（併）厚生労働省大臣官房国際課国際企画室長[1]
- 2016年（平成28年）
  - 4月 -（併）厚生労働省大臣官房国際課海外情報室長[1]
  - 6月 - 厚生労働省大臣官房参事官（人事担当）[1]
- 2017年（平成29年）7月 - 厚生労働省大臣官房人事課長[1]
- 2019年（令和元年）7月 - 政策立案総括審議官[8]
- 2020年（令和2年）8月7日 - 厚生労働省大臣官房総括審議官[7]
- 2021年（令和3年）9月14日 - 厚生労働省雇用環境・均等局長[6]
- 2022年（令和4年）6月28日 - 厚生労働省大臣官房長[5]
- 2023年（令和5年）7月4日 - 厚生労働省職業安定局長[4]
- 2025年（令和7年）7月8日 - 厚生労働審議官[3]